# Abraham Hyacinthe Anquetil-Duperron
Pour les articles homonymes, voir Anquetil et Duperron.
Abraham Hyacinthe Anquetil-Duperron (7 décembre 1731 à Paris - 17 janvier 1805 à Paris) est un indianiste et un traducteur français. Il a fait connaître en France les Upanishads et le Zend-Avesta.

## Biographie
Né d'un père négociant, son profond intérêt pour les langues orientales le pousse à embarquer pour l'Inde, où il espère pouvoir trouver les écrits de Zoroastre. Pressé de partir, il s'engage comme soldat de la Compagnie française des Indes orientales, ce qui lui permet de se rendre en Inde en 1755 à l'âge de vingt-trois ans. Son départ précipité lui fait manquer de peu l'aide généreuse qu'avaient réussi à collecter ses protecteurs, l'abbé Barthélemy et l'évêque d'Auxerre, Charles de Caylus.
Son périple indien est raconté en détail dans le « Discours préliminaire » du Zend-Avesta (1771). De 1755 à 1762, il parcourt le pays, accueilli par les fonctionnaires coloniaux français et anglais avec plus ou moins de sympathie, tout en s'immergeant dans la population indienne. Son empathie sincère pour la culture indienne conjuguée à ses talents d'observateur va lui permettre de découvrir les traditions religieuses  des Pârsî. À Surat, il parvient à étudier leurs textes sacrés zoroastriens, l'Avesta.
En 1762, lorsque les Anglais le rapatrient en Europe, après la prise de Pondichéry, il a rassemblé cent quatre-vingts volumes, parmi lesquels les Veda et l'Avesta. Beaucoup de ces volumes sont en fait des manuscrits que lui a confiés Joseph Tieffenthaler, missionnaire jésuite autrichien. Rentré en France, il remet à la Bibliothèque du roi une bonne partie de ses manuscrits et commence à se lancer dans la traduction et la publication des textes sacrés. En 1765, il devient membre associé de l'Académie royale des inscriptions et belles-lettres. Il publie en 1771, une traduction française de l'Avesta, sous le titre du Zend Avesta. À sa parution, il s'ensuivit une polémique avec les savants de la Royal Society of London qui émettent des doutes sur l'authenticité du texte et accusent Anquetil-Duperron de supercherie.
Ce n'est qu'une quarantaine d'années plus tard qu'il parvient à publier une autre partie de ses manuscrits, une cinquantaine d'Upanishad, sous le titre Oupnek'hat, id est, Secretum tegendum (2 vol. , 1801-1802). Malgré sa traduction en latin, Anquetil-Duperron met à la disposition du milieu savant occidental les textes sacrés de l'hindouisme. Ainsi, Arthur Schopenhauer déclara que sa connaissance des philosophies hindoues, lesquelles influencèrent grandement son œuvre, était issue de la lecture des traductions d'Anquetil-Duperron.
Son expérience indienne l'a tant marqué qu'il continuera, toute sa vie durant, à vivre tel un « sage de l'Inde » s'estimant l'homme le plus heureux de France. Sa pratique de l'ascèse, du jeûne et du renoncement ne l'empêche pas de rester très attaché à la religion catholique.
Durant la période révolutionnaire, il reste fidèle à l'Ancien régime et ce, malgré les exhortations de son jeune ami et disciple Lanjuinais. En 1804, il refuse en tant que membre de l’Institut de prêter serment à l'Empereur. Ils ne sont que deux : La Révellière-Lépeaux et lui-même.
À sa mort, à Paris en 1805, il laisse de nombreux travaux, certains inachevés, parmi lesquels des ébauches de dictionnaires de malayalam, sanskrit et télougou. Une partie de sa collection est actuellement conservée à la Bibliothèque nationale de France, aux départements des manuscrits occidentaux et orientaux.
Il est un des premiers indianistes de terrain et, malgré sa traduction parfois inexacte de l'Avesta, l'un des pionniers de l'étude de la pensée religieuse persane et indienne en Europe.

## Publications
- Zend-Avesta, ouvrage de Zoroastre contenant les idées théologiques, physiques et morales de ce législateur, les cérémonies du culte religieux qu'il a établi, et plusieurs traits importants relatifs à l'ancienne histoire des Perses, 1771, 3 in-4° comprend aussi ses Voyages aux Indes (Le Discours préliminaire a été réédité à part en 1997, ed. Maisonneuve et Larose, coll. « Pérégrinations asiatiques »,  (ISBN 2706812788)).
- Tableau historique de l'Inde, contenant un abrégé de la mythologie & des mœurs indiennes, Société typographique de Bouillon, 1771. Lire en ligne
- Oupnek'hat, id est, Secretum tegendum... continens... doctrinam e quatuor sacris Indorum libris... excerptam..., Argentorati, 2 vol., 1801-1802. in-4 ̊.
- Législation orientale, ouvrage... montrant quels sont en Turquie, en Perse et dans l'Indoustan les principes fondamentaux du gouvernement... par M. Anquetil-Duperron, Amsterdam, Ed. Marc Michel Rey, 1778.